# Iroda Aliyeva
Iroda Mirzaxonovna Aliyeva (* 17. Dezember 1929; † 7. Juli 1989 in Taschkent) war eine usbekisch-sowjetische Theater- und Kinoschauspielerin, Volksschauspielerin der Usbekischen Sowjetrepublik.

## Leben
Iroda Aliyeva war am 17. Dezember 1929 in Taschkent geboren. Sie hat eine Ausbildung in dem Theater- und Kunstinstitut namens Alexander Ostrowski von Taschkent abgeschlossen. 1951 arbeitete im Taschkents Dramatischen Theater namens Hamza unter Anleitung der Volksschauspielerin der UdSSR Sora Eshontoʻrayeva. Die erste merkliche Alievas Rolle war eine Rolle von Olga Ulyanova in dem Popovas Theaterstück „Die Familie“. Zwischen den anderen Rollen – Nasiba (in der Komödie „Kranke Zähne“ von Abdulla Qahhor), Muqaddas („Die echte Liebe“ von Odil Yoqubov), Schirin („Die Legende über die Liebe“ von Nâzım Hikmet), Marjam („Algerien - mein Land“ von Mohammed Dib) usw.
Von 1960 bis 1970 wird sie eine von den einflussreichen Schauspielerinnen des usbekischen Theaters; sie spielt die Rolle von Asal in der Aufführung „Die einsame Schönheit“ von Tschingis Aitmatow, Nazokat in dem Theaterstück „Parvona“ von Uyg‘un. Erstellte Bilder von Aliyeva werden bei dem Verständnis der autorischen Idee, der intellektuellen Tiefe, der Schönheit und Helligkeit, zur gleichen Zeit mit der Erhaltung der Wärme, Freundlichkeit und Charme gekennzeichnet. 1967 wurde sie für den Ehrentitel der Volksschauspielerin der Usbekischen Sowjetrepublik ausgezeichnet. Seit 1970 führte sie ebenfalls die Rollen im Kino auf, besonders in dem Studio „Usbekfilm“; insbesondere ist sie außerhalb der Republik mit der Rolle der Hexe Almauz-Kampir in den Kinderfilme Akmal, Dragon und Prinzessin (1981) und Die neue Akmals Abenteurer (1983) bekannt, wurde in Episoden von Bildern „Einmal allein“ (1974), „Die Piraten des XX Jahrhunderts“ (1979), „Die Jugend der Genie“ (1982) gefilmt. Mit einer sanften und klangvollen Stimme spielte die Schauspielerin in den Hörspielen und nahm an den Synchronisationen der mehreren hundert Bilder auf Usbekisch teil.
Sie ist in Taschkent am 7. Juli 1989 gestorben.

## Ehrungen
- Volkskünstler der Usbekischen SSR (1964)